# Josef Graf (Jurist)
Josef Graf (* 1778; † 11. März 1864 in Leoben, Kaisertum Österreich) war ein österreichischer Jurist und Kommunalpolitiker.

## Leben

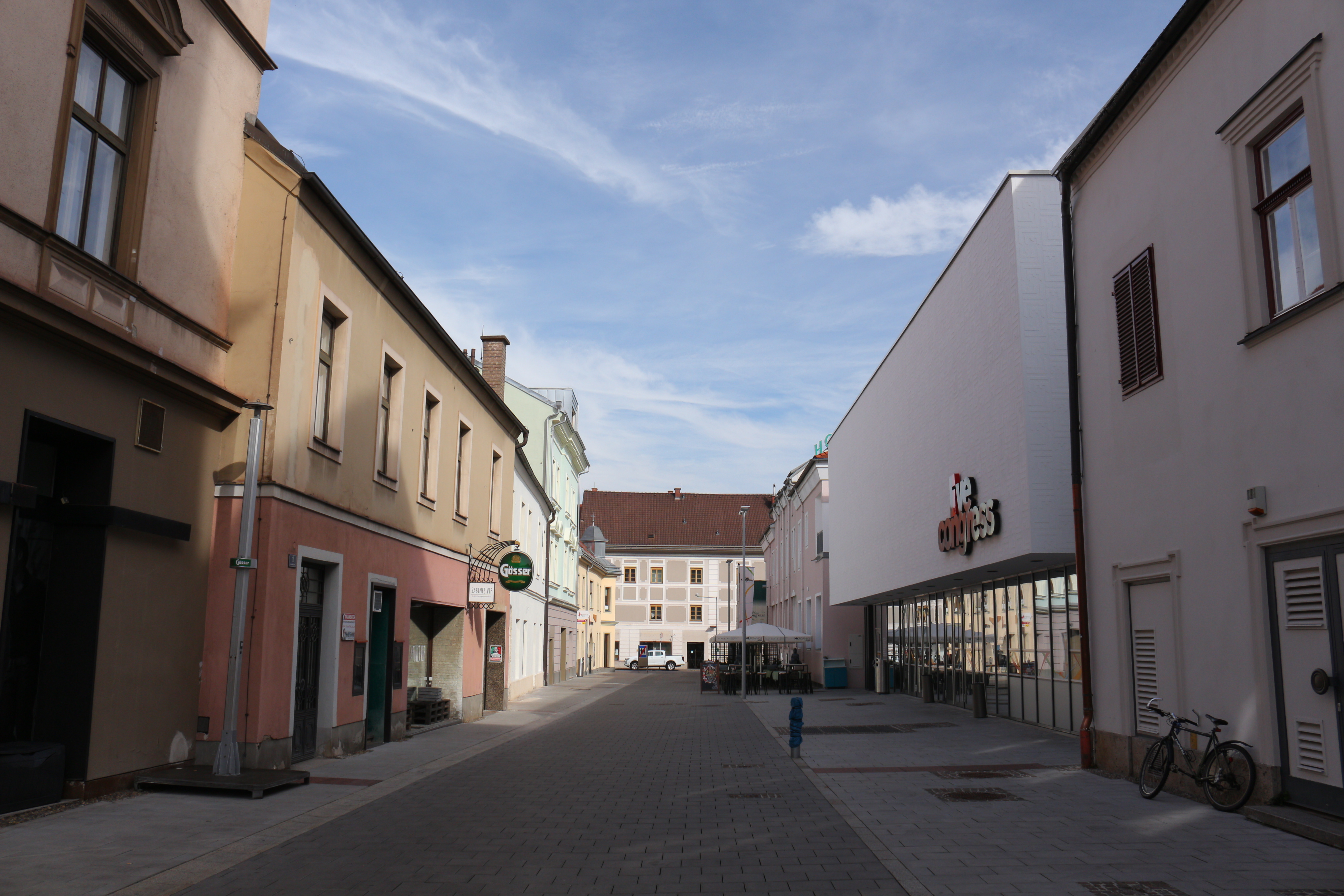
Die nach Graf benannte Josef-Graf-Gasse in Leoben. (2022)

Josef Graf wurde im Jahre 1778 geboren und war mit einer Tochter des Eisen- und Braunkohlengewerken Georg von Peball, der unter anderem in Vordernberg tätig war und die Steinkohlewerke am Münzenberg bei Leoben, sowie in Leoben selbst besaß, verheiratet. Nach absolviertem Studium war Graf vor allem in der Kommunalpolitik der Stadt Leoben aktiv und war von 1806 bis 1814 Erster Magistratsrat der Stadt Leoben. Nach erfolgreicher Wahl war er daraufhin von 1814 bis 1849 magistratischer Bürgermeister von Leoben. Graf galt als starke Persönlichkeit des Nachjosephinismus, der durch seinen Weitblick den Anforderungen der Zeit gewachsen war und bedeutende Reformen im Ausbau der Stadt durchführte. Die wichtigsten Reformen während seiner Amtszeit waren der Umbau des damaligen Rathauses und die Schleifung der alten, verkehrsbehindernden Stadtbefestigungen. Des Weiteren verfasste Graf die ersten Stadtgeschichten Leobens, wie Nachrichten über Leoben und Umgebung (1824), Historisch-Topografische Nachrichten über Leoben und Umgebung (1852) oder Begebenheiten und Schicksale der Stadt Bruck (1852). In Leoben ist heute die Josef-Graf-Gasse nach ihm benannt.

## Werke (Auswahl)
- 1824: Nachrichten über Leoben und Umgebung
- 1852: Historisch-Topografische Nachrichten über Leoben und Umgebung
- 1852: Begebenheiten und Schicksale der Stadt Bruck